# Правоспособност
Правоспособността е способността физическото или юридическо лице да бъде носител на граждански права и задължения.
Съвременният основополагащ принцип на правовите системи по света е признаване на еднакви граждански права без оглед на пол, раса, вероизповедание, имуществен или образователен ценз и т.н.
По отношение на физическите лица тя се придобива със самото раждане на човека и изчезва със смъртта.
По отношение на юридическите лица съществува понятието праводееспособност. Тя възниква от момента на неговото създаване и се прекратява при прекратяване и заличаване от държавния регистър на юридическите лица.
В административното право правоспособността и дееспособността на органите не могат да се отделят (напр. при следовател и дознател) и се свързват най-вече с компетентността.